# 盧維丹斯體育會
盧維丹斯體育會（Luverdense Esporte Clube），为巴西马托格罗索州韦尔德河畔卢卡斯市的一个足球俱乐部。该俱乐部成立于2004年。

## 荣誉
- 马托格罗索州足球锦标赛: 2

2009, 2012